# Бен і Кейт
«Бен і Кейт» (англ. Ben and Kate) — американський комедійний серіал Дані Фокс, який транслювався на телеканалі Fox з 25 вересня 2012 року по 22 січня 2013 року.
23 січня 2013 року шоу було знято з ефіру. 25 січня 2013 року Fox підтвердив, що серіал закритий.

## Сюжет
Бен і Кейт, брат і сестра, які здаються абсолютно різними. Бен — мрійник, який так і не влаштувався в житті, а Кейт, за народження дитини, залишила всі свої плани і працює в барі. Бен розуміє, що Кейт потрібна допомога у вихованні шестирічної дочки Медді і він вирішує залишитися з ними. Також їм допомагають їхні близькі друзі Бі Джей і Томмі.

## В ролях

### Основний склад
- Дакота Джонсон — Кейт Фокс
- Нат Факсон — Бен Фокс
- Люсі Панч — Бі Джей (Беатріс Джоан)
- Меггі Елізабет Джонс — Медді Фокс
- Ечо Келлум — Томмі

### Другорядний склад
- Джофф Стульц — Вілл
- Роб Кордрі — Бадді
- Бріттані Сноу — Ліла
- Мелінда Макгроу — Віра
- Лорен Міллер — Дарсі
- Лука Джонс — Ленс
- Брюс Макгілл — Ренді
- Нісі Неш — Роз

## Епізоди
| Сезон | Сезон | Епізоди | Оригінальна дата показу | Оригінальна дата показу |
| Сезон | Сезон | Епізоди | Прем'єра сезону         | Фінал сезону            |
| ----- | ----- | ------- | ----------------------- | ----------------------- |
|       | 1     | 16      | 25 вересня 2012         | 22 січня 2013           |

## Відгуки критиків
Здебільшого на Metacritic серіал отримав позитивні відгуки і набрав 67 зі 100 балів. Нині його рейтинг на TV.com становить 5,3 з 10.

## Міжнародний показ
Прем'єра серіалу «Бен і Кейт» відбулася в Австралії 8 жовтня 2012 року на каналі Network Ten. У Великій Британії шоу стартувало 7 січня 2013 року на ITV2. У Канаді серіал виходив на телеканалі City з 25 вересня 2012 року в той самий час, що і в США.